# Секретарюк В'ячеслав Васильович
В'ячеслав Васильович Секретарюк (26 вересня 1938, село Гурівка, тепер Долинського району Кіровоградської області — 25 серпня 2004, місто Львів) — український радянський партійний діяч, 1-й секретар Львівського обкому КПУ. Кандидат у члени ЦК КПУ в 1981—1990 р. Член ЦК КПУ в 1990—1991 р. Депутат Верховної Ради УРСР 9—11-го скликань. Член ЦК КПРС у 1990—1991 р. Доктор економічних наук (1997), професор.

## Біографія
Народився в родині сільських інтелігентів. Після Другої світової війни родина переїхала на Західну Україну і деякий час проживала в місті Бориславі Дрогобицької області.
У 1960 році закінчив енергетичний факультет Львівського політехнічного інституту, здобувши спеціальність інженера-електрика.
У січні 1960 — 1961 року — інструктор Залізничного районного комітету ЛКСМУ міста Львова.
Член КПРС з 1961 року.
У 1961—1965 роках — 2-й, 1-й секретар Залізничного районного комітету ЛКСМУ міста Львова. У 1965 — червні 1968 року — 1-й секретар Львівського міського комітету ЛКСМУ.
У червні 1968 — січні 1973 року — голова виконавчого комітету Залізничної районної ради депутатів трудящих міста Львова.
У січні 1973 — червні 1974 року — 1-й секретар Залізничного районного комітету КПУ міста Львова.
25 травня 1974 — 7 червня 1975 року — завідувач відділу організаційно-партійної роботи Львівського обласного комітету КПУ.
8 квітня 1975 — грудень 1980 року — голова виконавчого комітету Львівської міської ради депутатів трудящих.
У грудні 1980 — червні 1987 року — 1-й секретар Львівського міського комітету КПУ.
У 1987 році захистив кандидатську дисертацію з економіки, кандидат економічних наук.
У червні 1987 — квітні 1990 року — директор Науково-дослідного інституту побутової радіоелектронної апаратури Міністерства радіопромисловості СРСР у Львові.
14 квітня 1990 — 26 серпня 1991 року — 1-й секретар Львівського обласного комітету КПУ.
У вересні 1991 — червні 1995 року — віце-президент Асоціації науково-практичних ініціатив Московського державного університету імені Ломоносова, вишів, підприємств, організацій західних областей України. У червні 1995 — серпні 2004 року — президент Фонду регіональних соціально-політичних та економічних досліджень «Злука». У 1997 — серпні 2004 року — начальник Західноукраїнської філії Державного підприємства «Укроборонсервіс».
Автор декількох монографій з економічних проблем: «Формування ринку праці в нових умовах господарювання» (1992), «Социально-экономические аспекты формирования рынка труда в Украине» (1996), «Рынок труда в переходный период: вопросы теории, методологии, практики» (1997), «Экономическая теория. Учебник» (2000, у співавт.), «Основы экономической теории» (2003, у співавт.).
Похований на 49 полі Личаківського цвинтаря міста Львова.

## Нагороди
- орден Жовтневої Революції
- орден Трудового Червоного Прапора
- два ордени «Знак Пошани»
- медалі